# Alamizsnás Szent János

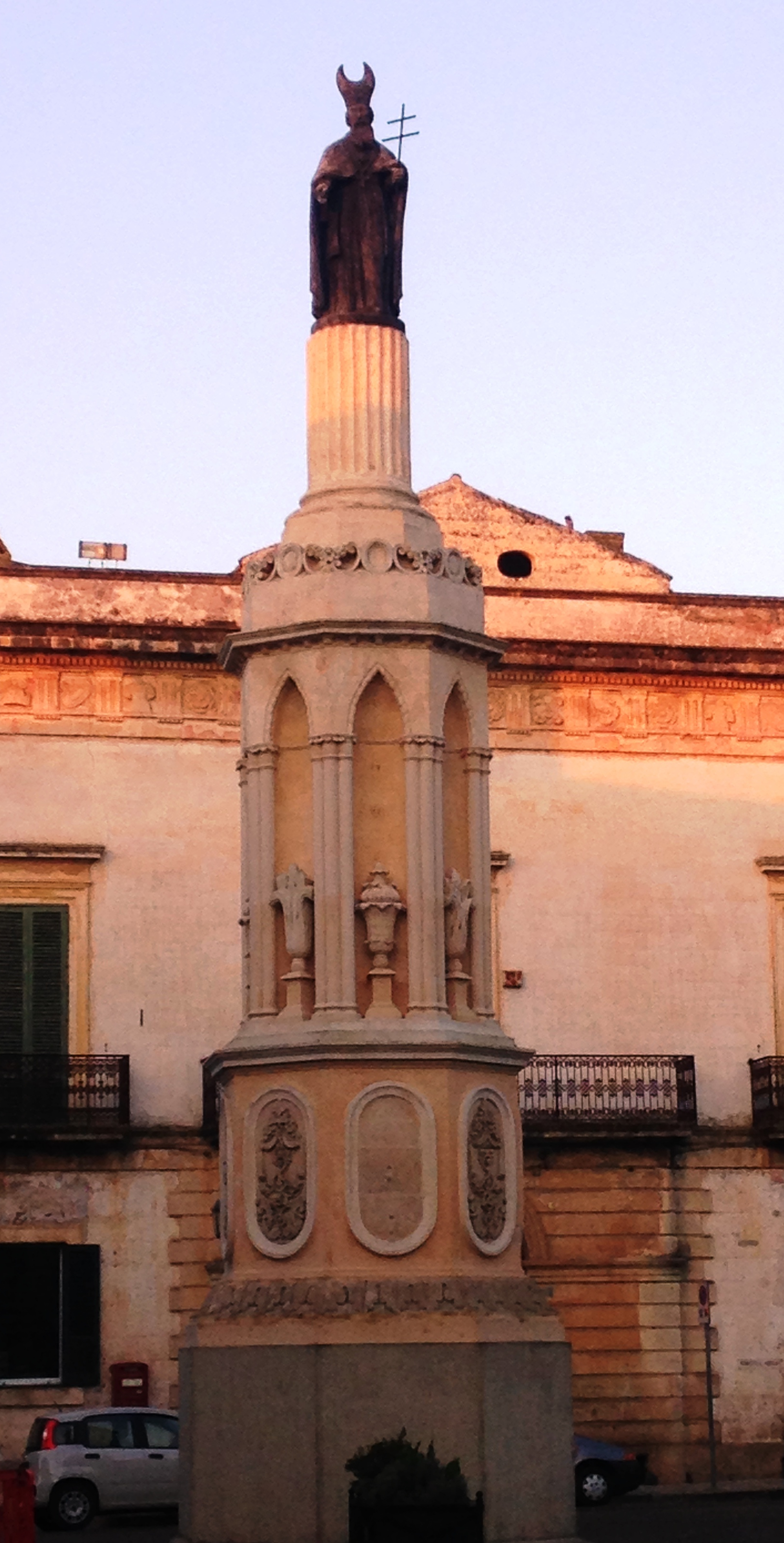
Alamizsnás Szent János szobra Casaranóban, Olaszországban

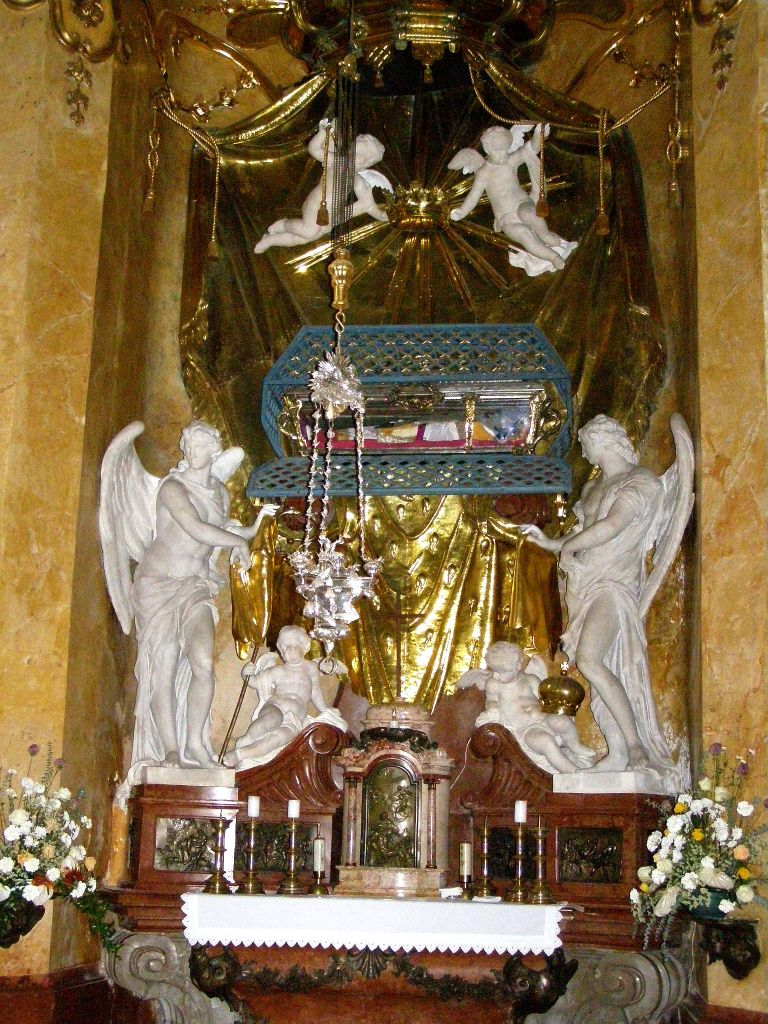
Alamizsnás Szent János ereklyéje a pozsonyi Szent Márton templomban

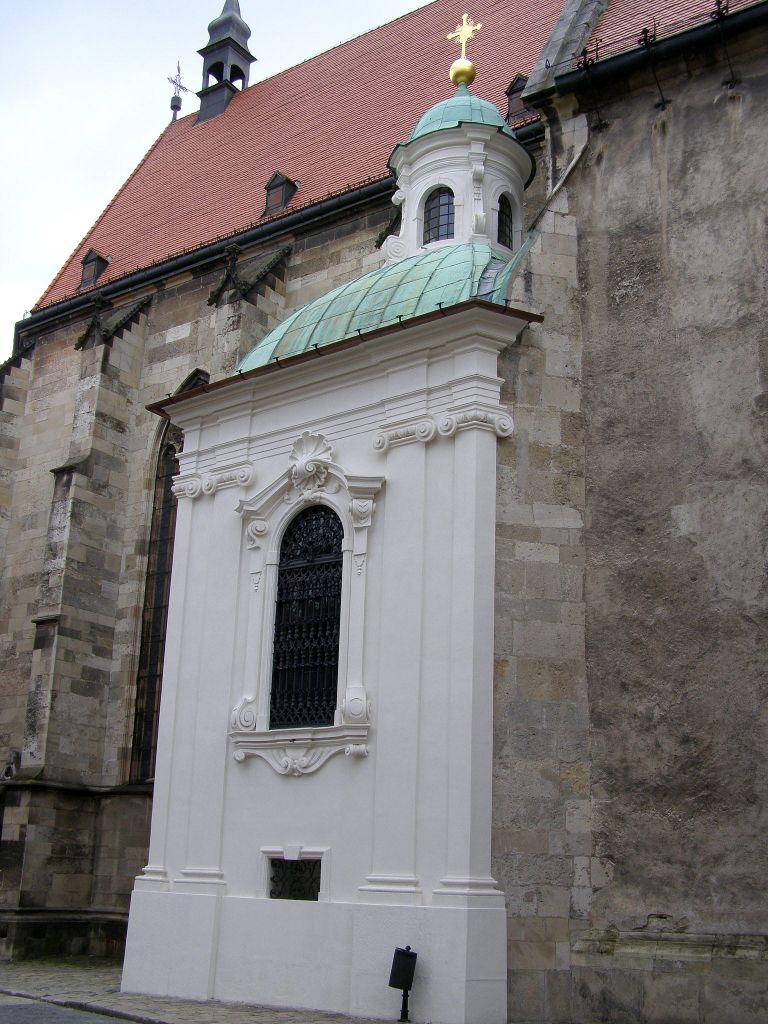
Alamizsnás Szent János kápolna a pozsonyi Szent Márton templomban

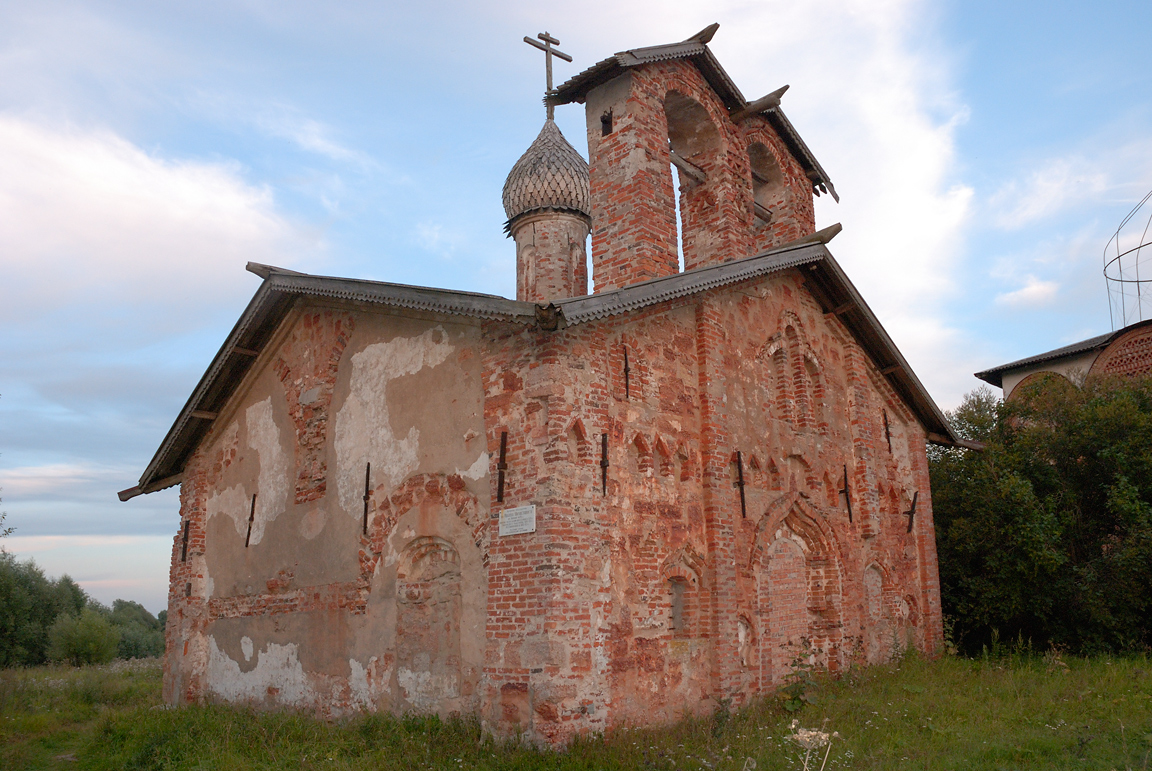
Az Alamizsnás vagy más néven Irgalmas Szt. János-templom a Mjacsino-tónál Novgorodban

Alamizsnás Szent János (ógörögül: Ιωάννης ο Ελεήμων, latinul: Joannes Eleemosynarius), (556 körül –  619. január 23.) alexandriai pátriárka 610-től V. János néven.

## Élete
Amathuszban, Cipruson született 556 körül. Apja Epiphanius, Ciprus kormányzója volt. Az előkelő ifjú fiatalon megházasodott és gyermekei születtek, de mind felesége, mind gyermekei hamar meghaltak, így János az egyházi életet választotta. Amikor Alexandriában elhunyt Theodor pátriárka, az alexandriaiak alázatosan felkérték Phocas bizánci császárt, hogy az adakozásáról és a szegények segítéséről híressé vált Jánost nevezze ki új pátriárkává és a császár a kérés szerint cselekedett. János hozzávetőleg 606 és 616 között töltötte be az alexandriai pátriárka tisztét. Amikor a szasszanidák 614-ben kifosztották Jeruzsálemet, János sok pénzt, élelmet és bort küldött a menekülő keresztények támogatására. A perzsák azonban hamarosan Alexandriát is bevették, és az ekkor már öreg Jánosnak is menekülnie kellett. Szülőföldjén, Cipruson halt meg 616 és 620 között.

## Ereklyéi
Halála után János testét a fővárosba, Konstantinápolyba szállították, majd onnét egyes ereklyéit 1249-ben Velencébe, melyek napjainkban a San Giovanni in Bragora templomban találhatóak. Egy másik ereklyéjét II. Bajazid szultán ajándékozta 1489-ben Mátyás királynak, aki az ajándékot a budai királyi kápolnában helyeztette el. Budáról a mohácsi vészt követően menekítették az ereklyét a Pozsonytól nem messze eső máriavölgyi (akkoriban Thall volt a hely neve) pálos kolostorba, ahonnét 1530-ban került át a pozsonyi káptalan kezelésébe, a pozsonyi Szent Márton templomba. Az ereklye ma a Szent Márton templom 18. században épült Alamizsnás Szent János kápolnájában található.

## Legendái, tisztelete
Legendái Jacopo da Voragine: Legenda aurea című művében maradtak fenn, ünnepnapja január 23. Tiszteletének középpontjában a szegények segítése és az alamizsnaosztás áll, ehhez kapcsolódnak legendái is.
János éjszaka, imádság közben egy égi szépségű lányt látott, akinek olajfa koszorú volt a fejében. Csodálkozva megkérdezte a lánytól, hogy kicsoda. A lány így válaszolt: „Én vagyok a könyörületesség, én hoztam le Isten Fiát a mennyből. Fogadj el mátkádul, nem bánod meg!” Szent János ebből megértette, hogy az olajág a könyörületességet jelképezi, és ekkortól olyan könyörületes lett, hogy elnevezték (görögül) Eleimonnak, azaz Alamizsnásnak. A szegényeket mindig urainak szólította, összehívta szolgáit, és azt mondta nekik: „Járjátok végig a várost, és mind egy szálig írjátok össze uraimat!” Azok nem értették, így János megmagyarázta: „Akiket ti nyomorultaknak és koldusoknak hívtok, én uraimnak és segítőimnek hirdetem, ők ugyanis valóban tudnak segíteni, és képesek a mennyországot nekünk adni.” Ezután mindenét a szegények között osztotta szét.
Egy gazdag ember egyszer észrevette, hogy Szent János ágyán milyen hitvány rongyok vannak, mert ő minden értékét a szegényeknek adta. Vett ezért egy értékes takarót és Jánosnak adta. János magára húzta a takarót, de nem tudott elaludni, mert arra gondolt, hogy háromszáz „ura” takarózhatna ennyi pénzért. Egész éjjel kínlódott azt mondogatva: „Hányan nem ettek, hányan fáznak a piactéren, hányan alszanak ma hidegtől vacogó foggal? Én bezzeg nagy halakkal tömtem tele a hasam, hálószobámban pihenek minden bűnömmel együtt, s most ráadásul egy harminchat aranypénz értékű takaró alatt melegszem. Az alázatos János többé nem takarózik ezzel.” Reggel ezért eladatta a takarót, az árát pedig a szegényeknek adta. A gazdag ember megtudta ezt és másodszor is megvette azt a takarót, és Jánosnak adta, megkérve őt, hogy ne adja el többé, hanem tartsa meg. János elfogadta az ajándékot, de ismét eladatta és „urai” között szétosztotta az árát. A gazdag ember ismét tudomást szerzett a dologról, ismét odament, megvette a takarót és elvitte Jánosnak, és boldogan így szólt neki: „Majd meglátjuk, hogy ki fárad bele, te, hogy eladd a takarót, vagy én, hogy visszavásároljam.” János kedvesen azt mondta neki, hogy nem vétkezik, aki azért fosztja ki a gazdagokat, hogy a szegényeknek adjon.
János imádkozás közben gyakran elragadtatásba esett. Ilyenkor hallani lehetett őt Istennel vitatkozni: „Igen, édes Jézusom, én osztogatok, te pedig adsz, lássuk, ki győz!” Amikor nagy lázba esett és közeledni érezte halálát, ezt mondta: „Hálát adok neked, Istenem, hogy meghallgattál nyomorúságomban, amikor jóságodhoz fohászkodtam, hogy csak egyetlen obulus maradjon nálam, amikor meghalok. Azt kívánom, hogy ezt is adják a szegényeknek.”
János testét halála után olyan sírba helyezték, ahová két püspököt temettek el. A két test elhúzódott, és Szent Jánosnak középen hagytak helyet.
Alamizsnás Szent János tisztelete inkább a keleti egyházakban jellemzőbb.